# Sanitherium
Sanitherium — вимерлий рід свиновидих. Скам'янілості представляють міоцен Греції (3 колекції) та Індії (1), олігоцен Пакистану (1). Вид: Sanitherium schlagintweiti.